# Jarosław Włodarczyk (matematyk)
Jarosław Włodarczyk – polski matematyk, zajmujący się geometrią algebraiczną, profesor Uniwersytetu Purdue.

## Życiorys
Stopień doktora uzyskał w 1993, pod kierunkiem Jerzego Jurkiewicza, na Uniwersytecie Warszawskim. Był promotorem dwóch doktoratów.
Swoje prace publikował m.in. w „Journal of Algebraic Geometry”, „Mathematische Annalen”, „Transactions of the American Mathematical Society”, „Journal of the European Mathematical Society” i najbardziej prestiżowych czasopismach matematycznych świata: „Journal of the American Mathematical Society” i „Inventiones Mathematicae". 
W 2006 wygłosił wykład sekcyjny na Międzynarodowym Kongresie Matematyków w Madrycie. W 2009 został pierwszym laureatem Nagrody Instytutu Matematycznego PAN za wybitne osiągnięcia naukowe w zakresie matematyki. Nagrodzono go za wybitne rezultaty z geometrii algebraicznej, przede wszystkim za twierdzenie o faktoryzacji morfizmów biwymiernych między rozmaitościami algebraicznymi przy pomocy złożeń rozdmuchań i ściągnięć. 